# Jailson Marques Siqueira
Jailson Marques Siqueira (Caçapava do Sul, 7 de setembro de 1995), é um futebolista brasileiro que atua como volante ou zagueiro. Atualmente está sem clube.

## Carreira

### Categorias de base
Iniciou sua trajetória no futebol nas categorias de base do Guarany de Bagé, no interior do Rio Grande do Sul, após ser descoberto em uma peneira em 11 de maio de 2012 em Caçapava do Sul. Em 30 de outubro de 2014 se transferiu para o Grêmio, time da capital do estado, Porto Alegre. Já no Grêmio foi integrado a equipe Sub-20 do clube. Em 01 de junho de 2015 Jailson foi emprestado a Chapecoense, onde também atuou pela equipe sub-20 do clube catarinense. Ainda no clube catarinense, recebeu o apelido de Jajá e chegou a ter oportunidade na equipe profissional, atuando em partida valida pela Copa do Brasil 2015 contra o Interporto. Em 30 de novembro de 2015, com o encerramento do empréstimo a Chapecoense, o atleta volta a integrar a equipe sub-20 do Grêmio.

### Grêmio

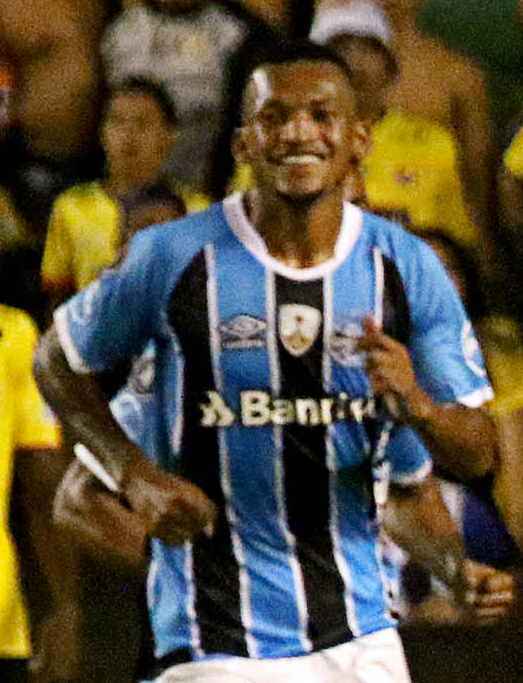
Jailson em 2017

Em 2016 foi promovido para a equipe principal pelo então técnico do Grêmio, Roger Machado, sendo relacionado para uma partida profissional pela primeira vez para o jogo entre São Paulo de Rio Grande e Grêmio pela 6ª rodada do Gauchão 2016, também nesta partida fez sua primeira atuação como profissional. Sua estréia como profissional em um campeonato nacional foi na partida entre Fluminense e Grêmio pela 7ª rodada do Campeonato Brasileiro de 2016, entrando aos 18 minutos da segunda etapa no lugar do centroavante Bobô. Já na partida seguinte, pela 8ª rodada do Campeonato Brasileiro de 2016 contra a Chapecoense, Jaílson começou sua primeira partida como titular, substituindo o capitão da equipe Maicon que estava lesionado. Além de estrear como titular, Jaílson também marcou seu primeiro gol como profissional nesta partida. Jailson soube aproveitar a oportunidade que teve durante o período de lesão de Maicon, com ótimas atuações, porém, devolveu a função ao titular quando este se recuperou. Passou a ser o imediato reserva dos volantes Walace e Maicon. Em 2016 recebeu o apelido carinhoso de Will Smith por parte de seus colegas e o momento de maior destaque no ano foi sua ótima atuação no Grenal 410, sendo um dos principais personagens do jogo.
Após a venda de Walace, cogitou-se que Jailson receberia mais oportunidades como titular do Grêmio em 2017, mas após um início de ano irregular, Jailson perdeu a preferência para outros jogadores, no entanto, após lesão de Michel, Jaílson voltou a ser titular na reta final de 2017, participando do jogo do Grêmio contra o Lanús, que deu ao Grêmio o tricampeonato da Copa Libertadores da América.

### Fenerbahçe
Em agosto de 2018, o Grêmio vendeu Jailson para o Fenerbahçe por 4 milhões de euros.

### Dalian Pro
Dois anos depois, em setembro de 2020, o volante se transferiu para o futebol chinês, ao assinar contrato com o Dalian Pro.

### Palmeiras
Livre no mercado após rescindir com o Dalian Pro, em 7 de janeiro de 2022, Jailson assinou contrato de um ano com o Palmeiras. Foi apresentado no dia 20 de janeiro, recebendo a camisa 30. Fez sua estreia no dia 26 de janeiro, na primeira rodada do Campeonato Paulista, no Allianz Parque, entrando no segundo tempo da vitória por 3–0 contra a Ponte Preta. Fez seu primeiro gol pelo Alviverde na partida de ida da Recopa Sul-Americana, que terminou empatada em 2–2. Em abril, sofreu uma lesão no joelho direito em uma atividade durante um treino pelo Palmeiras, tendo que passar por cirurgia. Nesse meio tempo, em setembro, renovou seu contrato com o Palmeiras até o final de 2023.
Retornou aos gramados apenas em 2023, em partida contra o São Bento pelo Campeonato Paulista. Em dezembro do mesmo ano, Jailson anunciou sua despedida do Palmeiras, já que estava fora dos planos do clube para a próxima temporada e seu contrato não seria renovado.

### Celta de Vigo
Em dezembro de 2023, Jailson foi anunciado como novo reforço do Celta de Vigo, da Espanha; assinando um contrato até o final de 2025.

## Títulos
Grêmio
- Copa do Brasil: 2016
- Copa Libertadores da América: 2017
- Recopa Sul-Americana: 2018
- Campeonato Gaúcho: 2018

Palmeiras
- Recopa Sul-Americana: 2022
- Campeonato Paulista: 2022 e 2023[26]
- Campeonato Brasileiro: 2022 e 2023
- Supercopa do Brasil: 2023[27]

### Artilharia
- Recopa Sul-Americana de 2022 (1 gol)